# Johann Gothman
Johann Gothman (frz. Jean Gothman, lat. Iohannes Gothmannus, † nach 1164) war ein Ritter und Grundbesitzer im Kreuzfahrer-Königreich Jerusalem.

## Leben
Seine Herkunft ist unklar, der Nachname deutet vielleicht auf Gothmann im heutigen Boizenburg/Elbe. Bereits 1115 erscheint ein Baron namens Gothman als anwesender Zeuge in Urkunden König Balduins I. Dieser war wahrscheinlich mit Johann verwandt. 
1147 nahm er im Gefolge König Balduins IV. an einem Überfall auf Hauran teil. Als die Truppe dabei in einen sarazenischen Hinterhalt geriet und drohte aufgerieben zu werden, überließ Gothman dem König zur Flucht sein Pferd, das als das schnellste im Königreich angesehen wurde. Gothman selbst geriet in Gefangenschaft. Das Eigentum eines solchen Pferdes war sicherlich mit einigem Prestige verbunden. Auch der Umstand, dass seine Tochter mit bedeutenden Barones des Reiches verheiratet wurde, deutet auf den hohen sozialen Status Gothmans hin.
1157 geriet er erneut in sarazenische Gefangenschaft. Seine Gattin musste schließlich seine Ländereien an die Kirche des Heiligen Grabes verkaufen, um das Lösegeld für seine Freilassung aufzubringen. Er bestätigte den Verkauf mit Urkunde vom 3. Dezember 1161. Die verkauften Ländereien umfassten fünf Dörfer westlich von Jerusalem.

## Nachkommen
Mit seiner Gattin Amandala († nach 1187) hatte er zwei Kinder:
- Ansgar (Ancherius, † nach 1161), ⚭ Stephanie († nach 1161);
- Elisabeth (Isabella, † 1177/78), ⚭ I) Hugo Garnier († nach 1167), Herr von Caesarea, ⚭ II) Balduin von Ibelin († um 1187), Herr von Ramla und Mirabel.